# بوريسلاف سيميتش
بوريسلاف سيميتش هو لاعب كرة قدم صربي في مركز الدفاع، ولد في 15 مايو 1987 في بلغراد في صربيا. لعب مع إنتر زابرشيتش ونادي تشوكاريتشكي.

## وصلات خارجية
- بوريسلاف سيميتش على موقع قاعدة بيانات كرة القدم.إي يو (الإنجليزية)
- بوريسلاف سيميتش على موقع Soccerway.com (الإنجليزية)